# بريطانيا العظمى في الألعاب الأولمبية الصيفية 1896
شارك 10 رياضيون من المملكة المتحدة لبريطانيا العظمى وأيرلندا في سبع رياضات ضمن الألعاب الأولمبية الصيفية 1896. حقّق البريطانييون 7 ميداليات.